# Sophrone II d'Alexandrie
Sophrone II d'Alexandrie est un patriarche melkite d'Alexandrie vers 940-941.

## Contexte
Selon L'Art de vérifier les dates Sophrone II dont on ne connaît que le nom occupe le siège de patriarche Melchite d'Alexandrie après la mort d'Eutychius d'Alexandrie. Il a comme successeurs Isaac et Job.